# Phavaraea poliana
Phavaraea poliana là một loài bướm đêm thuộc họ Notodontidae. Loài này có ở Brasil, Guyana và hạ Amazon.